# Адольф Тьєр
Адольф Тьєр (повне ім'я Марі Жозеф Луї-Адольф Тьєр, також Адольф Т'єр; фр. Marie Joseph Louis Adolphe Thiers фр.: [maʁi ʒozɛf lwi adɔlf tjɛʁ]; нар. 15 квітня 1797 — 3 вересня 1877) — французький політичний діяч та історик. Автор праць з історії Великої французької революції. Під час Липневої монархії кілька разів був прем'єр-міністром Франції. Перший президент Третьої французької республіки (тимчасово, до прийняття конституції 1871—1873). Також член Французької академії (з 1833).

## Ранні роки
Син марсельського торговця, що збанкрутував під час революції та став ремісником. У шкільному віці Тьєр привернув до себе увагу винятковими здібностями, завдяки чому отримав подальше виховання в коледжі на кошти громади. Після закінчення юридичного факультету став адвокатом. 1820 року написав роботу «Eloge de Vauvenargues» — «Похвала Вовенаргу» на здобуття академічної премії. Академія визнала за його роботою видатні літературні заслуги, але відмовила у премії через наявність у творі революційних тенденцій і призначила новий конкурс. Наступного року Тьєр написав роботу, що вирізнялася настільки ж високими літературними чеснотами, але розкривала проблему з протилежного погляду, і отримав премію від роялістської академії. 1821 року Тьєр переїхав до Парижа, де поселився разом зі своїм нерозлучним другом Міньє.

### Журналіст

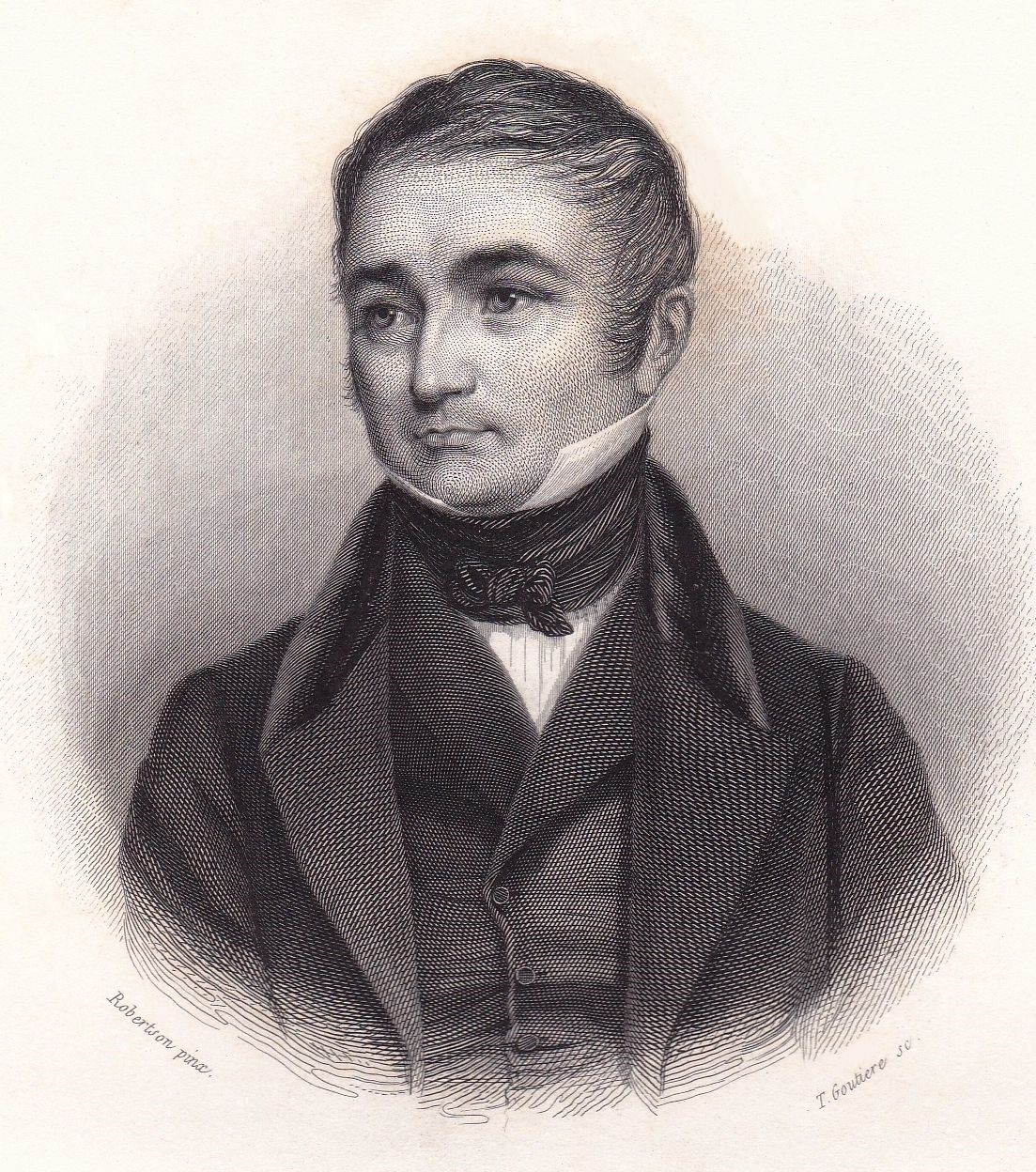
Тьєр в молодості

Спочатку Тьєр і Міньє жили у злиднях, але Луї Адольф Тьєр швидко знайшов спільну мову з ліберальним депутатом Манюелем, а потім і з Лаффітом та почав працювати в «Constitutionnel», де писав і як мистецький та літературний критик, і як автор політичних статей. 1822 року з'явилася збірка його творів про художню виставку: «Le Salon de 1822» (особливо високо він оцінював тих художників, які тяжіли до романтичної школи, що формувалася у Франції, зокрема Жилло Сент-Евра). Наступного року світ побачив опис його подорожі на південь під заголовком «Les Pyrénées, ou le Midi de la France pendant les mois de novembre et de décembre +1822» (Париж, 1823; 3-є видання 1833). Ця книга була пройнята політичними тенденціями і гаряче відстоювала принцип свободи торгівлі на противагу протекціонізму. Роботи Тьєра сприяли успіху журналу «Constitutionnel» і зробили їхнього автора заможною людиною.

## «Історія Французької революції»
У той же час Тьєр працював над своєю великою працею «Histoire de la révolution française depuis 1789 jusqu'au 18 brumaire» — «Історія французької революції починаючи з 1789 року аж до 18 брюмера» (Париж, 1823—1827; перші два томи написані у співавторстві з Феліксом Боденом). Ця праця була першою докладною науковою історією революції (одночасно з нею 1824 року з'явилася історія революції Міньє, також наукова, але набагато коротша). У творі Тьєра вражає глибока обізнаність у певних сферах, наприклад, картини битв і походів свідчать про знайомство з військовою справою. Витончена мова і яскраві характеристики головних діячів революції забезпечили книзі успіх серед широкої аудиторії. Твір просякнуто ідеєю причинності: події революції не були випадковістю чи проявом злої волі революціонерів, а випливали одна з іншої з логічною необхідністю. Тьєру дорікали навіть в історичному фаталізмі. Його звинувачували також у поклонінні успіху. І дійсно, він співчуває Мірабо, коли той перебуває на вершині своєї могутності; потім співчуття його переноситься на жирондистів, яких він називає найосвіченішими і найвеликодушнішими людьми епохи, але разом з тим він стверджує, що вони нашкодили справі революції і свободи і цілком заслужили свою долю. Він співчуває Дантону, Робесп'єру і, нарешті, Наполеону, зраджуючи першим двом і цілком виправдовуючи їхню страту, як тільки їх зраджує доля. Успіх, на думку Тьєра, вінчає істинні чесноти, а невдача — майже завжди результат помилок. 18-е брюмера Тьєр називає не злочином, подібно до Міньє, а необхідністю не тільки історичною, але й моральною, і бачить у ньому порятунок Франції від анархії, яка їй загрожувала. Втім, є особи, щодо яких антипатія пояснюється не тільки їхніми невдачами — це Бурбони. Є також діяч, симпатія до якого проходить через весь твір Тьєра, незалежно від його успіхів або невдач: це герцог Шартрський (згодом король Луї-Філіпп). 
«Історія революції» Тьєра мала велике політичне значення. Ставлення до революції, що панувало в суспільстві в той час, було негативним. Були, звичайно, й інші тенденції, але вони довго не знаходили достатнього висвітлення у літературі. Книга Тьєра була найкращим тогочасним втіленням цих тенденцій: вона дихала співчуттям до справи революції і любов'ю до свободи. Твір відразу здобув широку популярність, протягом півстоліття він розійшовся більш ніж у 150 тис. примірників. У наступні видання Тьєр вносив суттєві правки залежно від зміни своїх політичних поглядів. Виправивши декілька окремих недоліків, він позбавив твір суворої витриманості тону і зменшив прагнення до свободи і революції, яке було притаманно його першому виданню (15 видання, 1881; у перелік не входять численні дешеві видання. Доповненням до книги є видана Тьєром «Atlas de l'histoire de la Révolution française»).

## Перехід до політичної діяльності. Липнева революція
У проміжку між томами «Історії» Тьєр встиг видати книгу «Law et son système» (Париж, 1826) про фінансову аферу Джона Ло. Після закінчення історії революції Тьєр задумав писати загальну історію і з метою збирання матеріалів вирішив вирушити в навколосвітню подорож. Він уже взяв паспорт і купив квиток на пароплав, коли 5 серпня 1829 з'явився декрет про призначення міністерства Поліньяка; цим декретом королівська влада оголошувала війну нації. Людина, що хотіла грати політичну роль, не могла в такий час покидати країну, і Тьєр залишився на батьківщині. Разом з Міньє і Арманом Каррелем він заснував наприкінці 1829 року опозиційну газету «National». 1 січня 1830 року в цій газеті з'явилася написана Тьєром передова стаття, у якій визначалася її програма: вірність династії Бурбонів, але за умови суворого дотримання конституційної хартії 1814 року. Оскільки уряд Карла Х не виявляв ні найменшого бажання дотримуватися хартії, то вже в лютому 1830 року газета заявила про можливість кандидатури герцога Орлеанського на французький трон. Наслідком цього стало судове переслідування і присудження Тьєру значного штрафу, який був покритий громадською підпискою. Інша стаття Тьєра мала назву «Король царює, але не управляє» — принцип, невдовзі прийнятий прихильниками конституційної монархії як основа конституційного державного ладу. Коли з'явилися липневі ордонанси, Тьєр склав прокламацію проти них, у якій доводив, що ордонанси порушують хартію, тому у Франції настав стан безправ'я і цим самим уряд звільнив громадян від обов'язку покори. Він наполіг на тому, щоб прокламація з'явилася з підписами; серед інших підписався і він сам. 26 і 27 липня він був душею всіх зібрань у готелі Лаффіта. З 28 липня він переховувався, оскільки було віддано наказ про його арешт, але 29 липня був у Парижі і роздавав борцям на барикадах складену ним прокламацію, у якій вказував на герцога Орлеанського як на бажаного главу держави.

## За часів Луї-Філіппа

### Перехід до консерватизму
Після вступу на престол Луї-Філіппа Тьєр був призначений членом державної ради, під час міністерства Лаффіта (листопад 1830 — березень 1831) був товаришем міністра фінансів. У той же час Тьєр був обраний у палату депутатів. Спершу він з'явився в ній представником ідей революції 1830 року, вимагав захисту Бельгії і всіх, хто бореться за свободу народностей, багато говорив про свободу друку. З квітня 1831 року тон його промов став помітно змінюватися. Несподівано він виявився прихильником консервативного міністерства Казимира Перьє (1831—1832 роки), висловився безумовно проти приєднання Бельгії до Франції, виступив захисником спадковості звання пера і прихильником протекціоністської системи, взагалі противником крутих реформ. Фрази про «порядок» усе частіше стали замінювати колишні фрази про «свободу». У своїх промовах він виявив видатний ораторський талант і велику ерудицію у фінансових, торговельних і загальнополітичних питаннях. За словами Бальзака, Тьєр «дебютував на трибуні як революціонер; з південною палкістю він наслідував дантонівське красномовство і при тому дуже вдало, але скоро він переконався, що гучні фрази, величні рухи не пасують до його тонкого, хрипкого, слабкого голосу, до його маленької фігурки і — ймовірно, за порадою Талейрана — змінив тон своїх промов, вони стали холоднішими, він, мабуть, піклувався про точність і ясність виразів і незрівнянно рідше вдавався до пафосу... У його промовах став помітний характер добродушності, веселості, жартівливості». Через кілька місяців після смерті Казимира Перьє Тьєр увійшов до складу так званого міністерства 11 жовтня (1832 рік), яке протягом 3 ½ років свого існування пережило кілька криз, кілька разів змінило своїх президентів і пережило декілька перерозподілів портфелів, але залишалося тим же самим; колір йому надавали Тьєр і Гізо, перший — як представник лівого центру, другий — як голова правого центру. Спершу Тьєр був міністром внутрішніх справ, потім — торгівлі, потім — знову внутрішніх справ. Від колишнього радикалізму Тьєра залишилося вже дуже мало; зміна його переконань сталася паралельно зі зміною переконань великої буржуазії, представником якої був Тьєр. Міністерство і сам Тьєр зокрема піддавалися різким нападкам з боку «National», керованого тепер Арманом Карреля; Тьєр відповідав судовими переслідуваннями проти цього органу, як і проти інших органів опозиції. З надзвичайною суворістю розправлявся Тьєр із повстаннями, особливо з ліонським і паризьким (1834). Після замаху Фієскі на життя Луї-Філіппа Тьєр підтримував так звані вересневі закони (1835), які утискали свободу друку (збільшенням розміру застави від газет, загрозою штрафу до 50000 франків за збудження ненависті до уряду і підбурювання до заколоту, забороною висловлювати симпатії до республіканського режиму тощо), вводили таємну подачу голосів для присяжних засідателів, зниження з 8 до 7 кількості голосів присяжних, достатніх для звинувачення, тощо. Раніше (1834) був прийнятий закон, який вимагав попереднього дозволу на право вуличної торгівлі, рознос газет і книг, а також закон проти свободи асоціацій. Як міністр торгівлі Тьєр сприяв біржі; при ньому особливо розвинулася у Франції біржова гра. Він багато зробив для поліпшення шляхів сполучення у Франції, зокрема для побудови мережі залізниць. Під його впливом уряд не тільки не протидіяв відродженню культу Наполеона, але сприяв йому; справою Тьєра було встановлення на Вандомській колоні статуї Наполеона.

### Уряд 1836
Суперництво між Тьєром і Гізо, що мало більше особистий характер, ніж політичний, призвело до падіння міністерства 11 жовтня і до формування міністерства Тьєра, у якому він, крім президентства, був міністром закордонних справ. Міністерство протрималося всього 6 місяців, з 22 лютого до 25 серпня 1836 року, і пішло у відставку через розбіжності з королем. У наступні чотири роки Тьєр займався науковими роботами й керував у палаті династичною опозицією; брав участь у коаліції 1838-1839 року проти міністерства Моле.

### Уряд 1840
1 березня 1840 Тьєр сформував свій другий кабінет, у якому був міністром закордонних справ; кабінет був однорідним і складався із членів лівого центру; головними його членами, крім самого Тьєра, були Ремюза і Кузен. У палаті депутатів його підтримував Одділон Барро, у палаті перів Тьєр заручився підтримкою Брольи. Свого головного суперника, Гізо, Тьєр тримав подалі, на посаді лондонського посла. Керуючи цим міністерством, Тьєр говорив у палаті: «Я син революції, я народився в її надрах, у цьому полягає моя сила». Насправді це були лише слова: Тьєр поставив своїм завданням балансувати між різними партіями, за можливості охороняючи наявний порядок. «До жодної партії не ставлюся я з упередженням, — говорив він у своїй програмній промові. — Я не вірю, що існує одна партія, віддана порядку, інші — віддані безладу. Я вірю, що всі партії однаковою мірою бажають порядку… Переді мною тільки добрі громадяни». Міністерство Тьєра зробило спробу провести конверсію державної ренти, але відступило перед протидією палати перів і короля. Воно дало дозвіл на будівництво кількох важливих залізничних ліній з урядовою гарантією; воно доручило принцу Жуанвільскому (синові короля) перевезти до Парижа прах Наполеона. У сфері закордонної політики воно вирішило підтримати Мухаммеда-Алі Єгипетського проти Туреччини і четверного союзу (Англії, Пруссії, Австрії та Росії). Внаслідок цього відносини з названими державами настільки загострилися, що Тьєр почав приводити армію і флот у воєнний стан. У тронній промові, якою повинна була відкритися осіння сесія парламенту 1840 року, передбачалося сповістити про майбутній новий набір 300 тис. новобранців, зведення укріплень навколо Парижа і низку інших відповідних заходів. Король не підтримував військові задуми свого міністра і відмовився виголосити цю промову. Міністерство подало у відставку, його місце зайняло міністерство Сульт-Гізо (29 жовтня 1840 р.).

## В опозиції
Тьєр був украй розлючений на короля й у своїй промові в палаті поклав на нього відповідальність, вступаючи таким чином в рішучу суперечність зі своєю конституційною теорією; король ніколи не міг пробачити йому цього і після 1840 року відчував до Тьєра антипатію. З проєктів, запропонованих Тьєром, його наступники скористалися лише проєктом укріплень навколо Парижа. Тьєр рішуче підтримував його в палаті, доводячи, що ці укріплення зроблять Париж неприступним для будь-якого ворога, що доставлення провіанту в обложений Париж не може бути відрізана і, отже, взяття Парижа голодом буде також неможливим; зважаючи на це, Тьєр рекомендував палаті асигнувати кредит у 133 млн. Опозиція різко розкритикувала стратегічні міркування Тьєра і доводила, що форти зводяться не проти іноземців, а на випадок внутрішньої війни. На останнє Тьєр заперечував, що уряд, який насмілився б бомбардувати Париж, покрив би себе незмивною ганьбою. Кредити були асигновані, і форти споруджено. Війна 1870-1871 років довела помилковість стратегічних міркувань Тьєра, а під час приборкання комуни уряд Тьєра бомбардував Париж. У наступні роки Тьєр з'явився на чолі династичної опозиції проти міністерства Гізо; тон його промов знову значно піднявся. Він різко критикував усю діяльність міністерства, якому він дорікав зрадою революції; він виступав проти єзуїтів (2 травня 1845 року), наполягав на несумісності звання депутата з державною службою. В ім'я гуманності він протестував проти вбивств у Галичині, проти бомбардування Палермо, дорікаючи уряду в індиферентності щодо Італії, у підтримці Зондербунд. У такому ж тоні писав Тьєр і статті в «Constitutionnel». Статті та промови його читали у кав'ярнях і на зборах з таким же захопленням, як і 1830 року його статті в «National»; він знову набув популярності серед радикальних елементів. Він багато подорожував, особливо по Німеччині та Італії, вивчаючи місця, пов'язані з кампаніями Наполеона I.

## «Історія Консульства та Імперії»
1845 року з'явилися перші томи його «Histoire du Consulat et de l'Empire», 20-й том якої вийшов 1862 року (21-й, що включає покажчик, — 1869 р. Є пізніші, дешеві видання в 5-ти т. До книги додано «Atlas de l'histoire du Consulat et de l'Empire»). У науковому аспекті ця книга, що є прямим продовженням історії революції, є набагато ціннішою за останню; Тьєр мав у своєму розпорядженні для неї величезний неопублікований матеріал, що зберігався в різних архівах, до яких він отримав доступ під час свого міністерства. Тон цієї книжки дещо інший, ніж тон «Історії революції»: про «порядок» у ній говориться більше, ніж про «свободу». Головним героєм її є Наполеон, перед яким Тьєр благоговіє, хоча і визнає помилковість багатьох його заходів. Разом з Беранже і Віктором Гюго Тьєр своїми літературними творами чимало зробив для реабілітації Наполеона, якій він сприяв як міністр, він готував, сам того не знаючи, створення Другої імперії.

## Революція 1848 року і повернення в політику
Коли міністерство Гізо стало нарешті немислимим, Луї-Філіпп в ніч на 24 лютого 1848 запросив до себе Тьєра і доручив йому сформувати кабінет, який, як він думав, міг урятувати монархію. Тьєр прийняв пропозицію і вранці 24 лютого надрукував та розповсюдив листівку із заголовком: «Свобода! Порядок! Єднання! Реформа!». Прокламація не справила жодного враження. О 9 годині ранку Тьєр повернувся до палацу і заявив королю: «Ваша Величносте! Занадто пізно!» Дійсно, було вже пізно: відбулася революція. Під час виборів до установчих зборів Тьєр виступив у Марселі як республіканець. 4 червня 1848 року він був обраний відразу в чотирьох департаментах і прийняв обрання від департаменту Нижньої Сени. У зборах Тьєр зайняв місце у правому центрі, що пояснювалося зміною не так його поглядів, як характеру партій. У першій же промові він заявив про своє приєднання до республіки: «республіка розділяє нас менш всякої іншої форми правління», — сказав він. У весь час існування Другої республіки Тьєр боровся проти радикалів і майже з усіх питань голосував разом із консерваторами. У червневі дні 1848 року він стояв за диктатуру генерала Кавеньяка; написав книгу «Du droit de propriété», спрямовану проти Прудона і соціалістів взагалі. Під час виборів президента республіки (грудень 1848 року) дехто висував Тьєра, але коли його кандидатура була відхилена, то Тьєр агітував за Луї Наполеона.

## Під час Другої імперії
У законодавчих зборах 1849—1851 років він був одним із вождів монархістів, однаково ворожих і президенту, і республіканцям; він подав голос за закон про початкову освіту, який віддавав школу в руки духівництва, за закон 31 травня (1850 р.), обмежив загальну подачу голосів. 2 грудня 1851 року Тьєр був заарештований і висланий із Франції, але вже в серпні 1852 р. йому було дозволено повернутися на батьківщину, і Наполеон III став навіть запрошувати його на придворні бали, називаючи його «нашим національним істориком». Довго Тьєр стояв осторонь політики, закінчуючи свою історичну працю, але 1863 року він був обраний у законодавчий корпус, де проявився як великий діяч опозиції. Він відстоював свободу друку, виступав проти поліцейського свавілля уряду. Найчастіше він виступав з питань закордонної політики, закидаючи уряду невиправні помилки. Коли Франція допустила розгром Австрії, Тьєр вимовив знамениту фразу: «Не залишилося більше помилки, яку не зробив би уряд». 1869 року Тьєр був переобраний до законодавчого корпусу. Навіть міністерство Олів'є не примирило Тьєра з імперією, і він, як і раніше, боровся з нею. У січні 1870 року виступив проти її торговельної політики, відстоюючи протекціонізм.

## Голова уряду
Після падіння Наполеона III уряд національної оборони відправив Тьєра (13 вересня 1870 року) до лондонського, потім флорентійського, віденського і санкт-петербурзького двору з проханням про заступництво за Францію від Паризької комуни. Скрізь Тьєра приймали з висловленням найглибшої симпатії до нього особисто і до Франції, але ніде він не домігся справжньої допомоги. 8 лютого 1871 року Тьєр був обраний до національних зборів у 26 департаментах; це пояснюється тим, що майже всі партії, крім бонапартистської, помістили його у свої списки. 17 лютого національні збори обрали його величезною більшістю голосів «главою виконавчої влади». Через два дні він склав свій кабінет, у якому сам зберіг президентство. До кабінету входили представники різних партій (Жуль Фавр, Пікар, Жуль Симон, Дюфор, Гуляр). У своїй промові в національних зборах Тьєр переконував усі партії з'єднатися й діяти злагоджено, поки не буде укладено остаточний мир і країна не отримає можливості висловитися. На ґрунті цієї промови відбулося тимчасове перемир'я між майже всіма партіями, відоме як Бордоський договір. Тьєр заявив себе республіканцем, і хоча він додав, що «наша республіка буде найконсервативнішою з республік», але все-таки республіканці могли вважати його своїм; орлеаністи вважали його своїм завдяки його давнім заслугам; легітимісти і бонапартисти бачили в ньому найменше з можливих для них зол. Таким чином, Тьєр примирив усіх і дуже майстерно зумів скористатися силами республіканців для ведення по суті монархічної політики. Він не звільняв бонапартистських чиновників, але охоче давав відставку тим небагатьом чиновникам-республіканцям, яких встиг призначити уряд національної оборони. За його підтримки національні збори вжили тих заходів (вимога сплати за векселями, вимога сплати квартирних грошей, закон про призначення міських мерів урядом тощо), які стали найголовнішим приводом до повстання комуни. З великою енергією і жорстокістю вів Тьєр боротьбу з комуною. Саме за це його назвали «карлик-чудовисько».

## Президент Франції. Останні роки

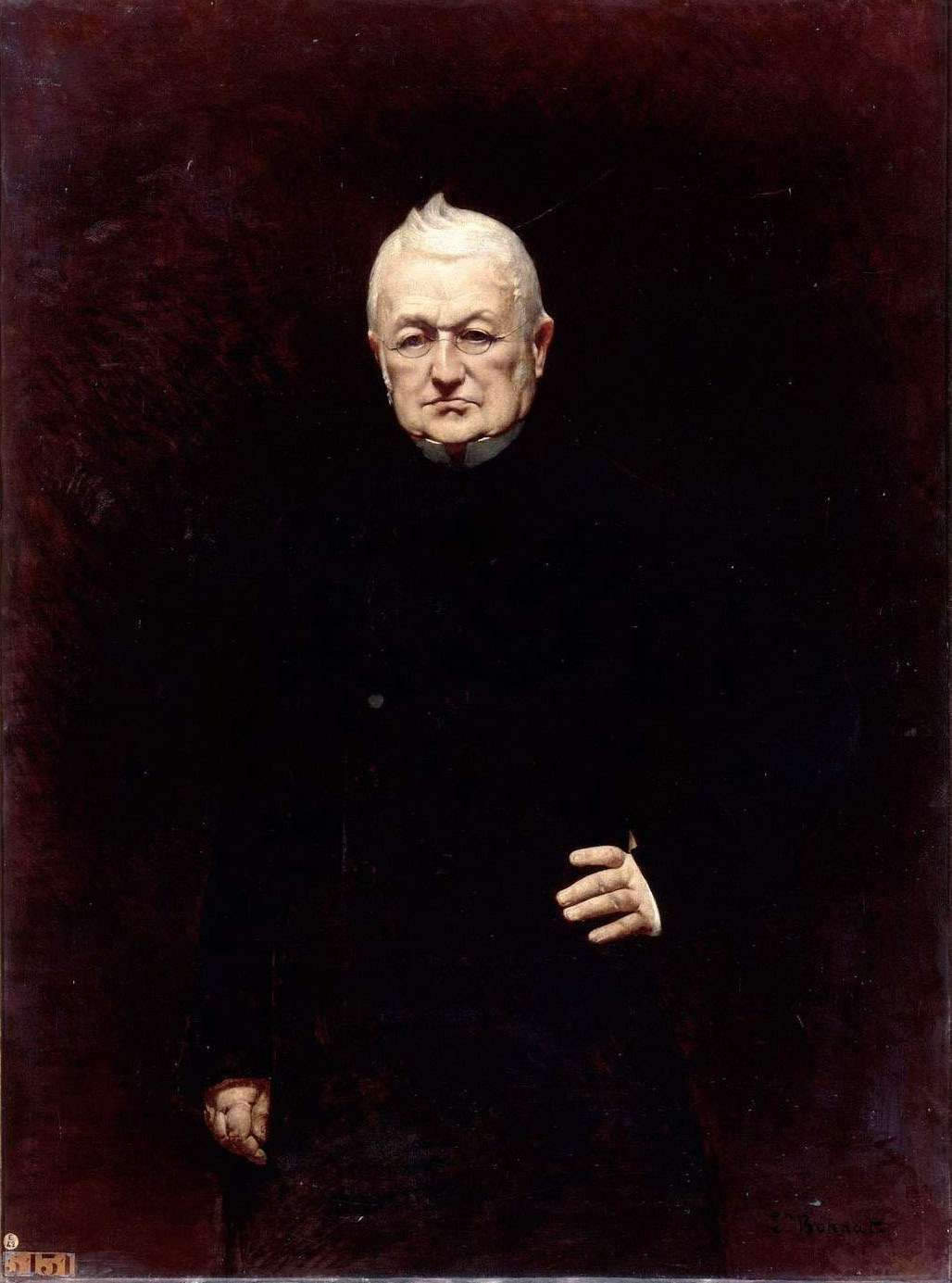
Тьєр на посаді президента

31 серпня 1871 національні збори обрали Тьєра президентом Французької Республіки терміном на три роки. 74-річний Тьєр — найстарший президент Франції на момент першого обрання.
Характер управління залишився без змін. Тьєр сам, як і раніше, був не тільки президентом республіки, але і президентом кабінету. Його управління в зовнішніх справах мало величезний успіх. Йому вдалося укласти для сплати військової контрибуції декілька закордонних позик, які покривалися за передплатою в кілька разів; завдяки цьому при ньому була сплачена значна частина контрибуції. Через кілька місяців після закінчення війни і приборкання комуни Франція знову посіла місце серед великих держав, маючи загальне визнання і повагу. У внутрішній політиці Тьєр майстерно балансував між партіями, як і раніше, схиляючись скоріше на бік монархістів і клерикалів. Він опирався загальній військовій повинності, обстоював п'ятирічну службу у військах, не погоджувався на закон про світське і обов'язкове початкове навчання, відстоював протекціонізм; протягом усього часу його управління йшли процеси проти друкованих засобів масової інформації. Кілька разів він подавав у відставку, але оскільки певний час він був незамінним через престиж за кордоном і вмів примиряти партії, національні збори не приймали його відставки. Довго, однак, так тривати не могло. 19 травня 1873 року в національних зборах був зроблений запит з приводу проведених Тьєром змін у складі міністерства (Тьєр звільнив Жуля Симона, ненависного клерикалам, і одночасно Гуляра, ненависного лівим); сильну промову проти Тьєра виголосив Віктор де Брольї. Тьєр захищався особисто, але прийнятий урядом простий перехід до чергових справ був відкинутий 360 голосами проти 344. Тьєр подав у відставку, і вона, можливо несподівано для нього самого, була прийнята більшістю 368 проти 338 (23 травня 1873 року). Після цього Тьєр рідко виступав у національних зборах. 1876 року він був обраний до палати депутатів. 16 березня 1877 року він був одним із 363 депутатів, які проголосували за недовіру міністерству Брольї. Після цього багато хто очікував і бажав нового його піднесення, але через кілька місяців він помер від інсульту.